# Gastrotheca ernestoi
Espèce
Synonymes
- Gastrotheca viridis Lutz & Lutz, 1939

Statut de conservation UICN

 DD  : Données insuffisantes
Gastrotheca ernestoi est une espèce d'amphibiens de la famille des Hemiphractidae.

## Répartition
Cette espèce est endémique de l'État de Rio de Janeiro au Brésil. Elle se rencontre dans la serra dos Órgãos, la serra do Mar et la serra da Mantiqueira.

## Taxinomie
Gastrotheca ernestoi a été relevée de sa synonymie avec Gastrotheca microdiscus par Caramaschi et Rodrigues en 2007 ou elle avait été placée par Duellman en 1984.

## Étymologie
Cette espèce est nommée en l'honneur d'Ernst Wilhelm Garbe (1853-1925).

## Publication originale
- Miranda-Ribeiro, 1920 : As hylas coelonotas do Museu Paulista. Revista do Museu Paulista, vol. 12, p. 321-328 (texte intégral).